# نوزيدرز
نوزيدرز (بالإلمانية: Nüziders) هي بلدية في منطقة بلودنز في ولاية فورارلبرغ النمساوية.